# 張惠東
張惠東（？年—），臺灣法律學者，法國巴黎第一大學公法學博士，日本東京大學法學研究科研究生，曾任國立臺北大學法律學系助理教授、台灣人權促進會執行委員。主要研究領域在公私協力關係的各領域，包含醫療衛生、自然資源治理、原住民權利等。

## 細節
在陳春生指導下，張惠東於1999年以《行政行為形式選擇》論文取得國立中興大學法商學院法律學研究所法學碩士學位。畢業後，兼任淡江大學公共行政學系講師，2003年至2004年間於日本東京大學大學院法學、政治學研究科修讀研究生學程，隨後赴法國留學，2010年在巴黎第一大學彭惕業（Jean-Marie PONTIER）教授指導下，以論文取得公法學博士學位。返回臺灣後，曾任教於國立臺北大學法律系。
張惠東相當關注臺灣原住民族狩獵議題，經常往返大學與各原住民族部落，與當地原住民族溝通，協助鄒族部落修訂行政契約草案，並替農業部起草原住民狩獵自主管理辦法。在王光祿釋憲案（司法院釋字第803號解釋）審理過程中，協助行政院農業委員會提供憲法學意見。
張惠東是臺北大學法律系學會的指導教師，並擔任過臺北大學原住民族學生資源中心的主任。

## 外部連結
- 張惠東 Donatien Huei-Tung CHANG，人類社會與自然資源治理法學研究室，的存檔，存档日期2024年4月26日，.
- 張惠東，臺日法比較公法研究室，國立臺北大學，的存檔，存档日期2024年4月26日，.